# 西田和彦
西田 和彦（にしだ かずひこ、1948年 - ）は、日本の競馬評論家。
愛知県名古屋市出身。日本におけるスピード指数普及のきっかけを作った。現在はライトニックス株式会社代表取締役社長。

## 経歴
経営していた出版社が倒産し、フリーライターと為る。1992年、競馬雑誌「競馬最強の法則」に独自のスピード指数理論（西田式スピード指数）を発表。その理論は多くの支持を獲得し、同年出版した単行本「革命理論・西田式スピード指数」はベストセラーとなった。
1998年に西田式スピード指数に関する情報提供やシステム開発等を行う企業として株式会社ニシダ（2000年にライトニックス株式会社に社名変更）を設立。現在は同社において競馬予想ソフト「スーパーパドック」や各種オンラインサービスの提供を行っているほか、スポーツニッポン東京本社版の競馬面で予想コラムを連載するなどの活動を行っている。
名古屋出身という関係から中日ドラゴンズのファン。自身のブログでもしばしばドラゴンズの試合を観戦する様子が語られる。

## 主な著書
- 革命理論・西田式スピード指数―万馬券を獲る!驚異のタイム解析法（KKベストセラーズ）
- スピード指数研究ノート（毎日コミュニケーションズ）
- スピード指数の想像力（毎日コミュニケーションズ）